# Задерака Максим Сергійович
Макси́м Сергі́йович Задера́ка (нар. 7 вересня 1994, Олександрія, Кіровоградська область, Україна) — український футболіст, правий вінгер «Кривбаса».

## Життєпис
У футбольну секцію 7-річного Максима відвели батьки. У чемпіонаті ДЮФЛУ грав за «Олександрію» в першій лізі. У сезоні 2009/10 його команда, яка виступала в першій лізі, вийшла у фінальну стадію, де посіла друге місце. Задерака був визнаний найкращим гравцем першої ліги. Після цього тренер-селекціонер донецького «Металурга» Альберт Ковальов запросив його на перегляд. У Донецьку півзахисник сподобався тренеру молодіжної команди Сергію Шищенко, після чого підписав контракт із «металургами». У складі «молодіжки» «Металурга» дебютував у березні 2011 року у грі з «Динамо». Тренери Володимир П'ятенко, Юрій Максимов та Сергій Ташуєв залучали Задераку до тренувань із першим складом.
В українській прем'єр-лізі дебютував у першому турі сезону 2014/15. «Металург» відкривав сезон матчем із дніпропетровським «Дніпром», у кінці якого Задерака замінив Олександра Акименка. У перших шести турах чемпіонату футболіст незмінно виходив на поле у складі першої команди донеччан, після чого повернувся в молодіжний склад. У липні 2015 року після розформування «Металурга» перейшов у дніпродзержинську «Сталь». У червні 2018 року став гравцем «Олександрії». У складі олександрійців у сезоні 2019/20 провів три матчі в груповому етапі Ліги Європи, забив гол у грі з французьким «Сент-Етьєном» (2:2).
3 липня 2021 року підписав контракт з харківським «Металістом 1925». 1 липня 2022 року, після завершення контракту, покинув харківський клуб.
У молодіжних змаганнях виступав на позиціях або опорного, або атакувального півзахисника, у дорослому футболі — флангового хавбека.

## Титули і досягнення
- Володар Кубка Вірменії: 2020/21